# UMS de Loum
El UMS de Loum es un equipo de fútbol de Camerún que juega en la Primera División de Camerún, la liga de fútbol más importante del país.

## Historia
Fue fundado en el año 2012 en la ciudad de Njombé por su presidente Pierre Kwemo, el cual es un seguidor del fútbol y que buscaba a un club que representara a la ciudad y su primer partido lo jugó el 27 de agosto de 2012.
En el año 2013 el club logró el ascenso a la máxima categoría por primera vez en su historia luego de ganar el título de segunda división.

## Palmarés
- Primera División de Camerún: 2

2016, 2019
- Copa de Camerún: 1

2015
- Segunda División de Camerún: 1

2013

## Participación en competiciones de la CAF
| Temporada | Torneo                       | Ronda      | Club              | Casa | Visita | Global       |
| --------- | ---------------------------- | ---------- | ----------------- | ---- | ------ | ------------ |
| 2016      | Copa Confederación de la CAF | Preliminar | Deportivo Mongomo | 0-0  | 0-0    | 0-0 (2-4 p)1 |
| 2016      | Copa Confederación de la CAF | 1          | FUS Rabat         | 1-1  | 1-2    | 2-3          |
| 2017      | Liga de Campeones de la CAF  | Preliminar | AFC Leopards      | 2-1  | 0-1    | 2-2 (a)      |
| 2018/19   | Liga de Campeones de la CAF  | Preliminar | Lobi Stars FC     | 1-0  | 0-2    | 1-2          |
| 2019/20   | Liga de Campeones de la CAF  | Preliminar | AS Vita Club      | 0-0  | 0-1    | 0-1          |

1- Deportivo Mongomo fue descalificado por utilizar a un jugador inelegible para el torneo.

## Entrenadores
- Emmanuel Ndoumbe Bosso (octubre de 2022–abril de 2023)[3]